# Kerkhof van Leulinghem
Het kerkhof van Leulinghem is een begraafplaats gelegen bij de  Église Saint-Maurice in de Franse plaats Leulinghem in het departement Pas-de-Calais in de regio Hauts-de-France. 

## Leulinghem Churchyard
De begraafplaats telt 3 geïdentificeerde Gemenebest graven uit de Tweede Wereldoorlog. De militaire graven worden onderhouden door de Commonwealth War Graves Commission, die de begraafplaats heeft ingeschreven als Leulinghem Churchyard.